# Perfume WORLD TOUR 3rd
『Perfume WORLD TOUR 3rd』（パフューム・ワールド・ツアー・サード）は、日本のテクノポップユニット、Perfumeの12作目の映像作品である。

## パッケージ
- DVD：1枚組
- BD：1枚組

初回生産盤には、ジャケットの絵柄のステッカーが封入されている。

## 収録映像
2014年世界各地で行ったツアー『Perfume WORLD TOUR 3rd』から、ニューヨーク公演の模様を全曲分、同ツアーで訪れた台湾、シンガポール、ロサンゼルス、ロンドンでのMCやパフォーマンスの映像が収録される。
1. OPENING
2. Enter the Sphere
3. Spring of Life (Album-mix)
4. Cling Cling
5. ワンルーム・ディスコ
6. ねぇ
7. SEVENTH HEAVEN
8. Hold Your Hand
9. Spending all my time (DV & LM remix)
10. GAME
11. Dream Fighter
12. 「P.T.A.」のコーナー
13. Party Maker
14. GLITTER
15. チョコレイト・ディスコ（2012-Mix）
16. ポリリズム

ENCORE
- FAKE IT
- MY COLOR

映像作品特典
- 世界ご当地ダイジェスト
- Special Teaser Trailer